# Aeroportul Regional Kenosha
Aeroportul Regional Kenosha (IATA: ENW, ICAO: KENW, FAA LID: ENW) este un aeroport din Wisconsin, Statele Unite ale Americii ce deservește zona Kenosha. Aeroportul a fost tranzitat în 2019 de 38 de pasageri. A fost numit după zona deservită.
Situat la o altitudine de 226 m, aeroportul dispune de 3 piste.

## Infrastructură

### Piste
Aeroportul dispune de 3 piste: 
- pista 07L/25R din beton, cu dimensiunile 5.499 picioare × 100 picioare
- pista 07R/25L, cu dimensiunile 3.302 picioare × 75 picioare
- pista 15/33 din beton, cu dimensiunile 4.440 picioare × 100 picioare